# Narcisse Pavot
Pour les articles homonymes, voir Pavot (homonymie).
Narcisse Pavot, né le 28 décembre 1895 à Vertain et mort le 18 mars 1971 à Viesly, est un résistant et homme politique français. Membre de la Section française de l'Internationale ouvrière (SFIO), il est député du Nord de 1958 à 1967.

## Biographie
Narcisse Pavot naît le 28 décembre 1895 à Vertain dans le département du Nord. Il est le fils de Louis Pavot, cultivateur, et de son épouse Aymée Houriez, ménagère. Instituteur de profession, il a combattu au cours des deux guerres mondiales.
De 1936 à 1940, il est conseiller d'arrondissement du canton de Solesmes.
En 1945, il devient conseiller général, puis est élu maire de Viesly en 1947. Il exerce ces deux mandats jusqu'à son décès. Il est un temps vice-président du conseil général du Nord.
Élu député dans la dix-septième circonscription du Nord en 1958 pour la Ire législature de la Cinquième République, son mandat est écourté en 1962 à la suite d'une dissolution parlementaire décidée par Charles de Gaulle. Il est réélu pour la IIe législature.
Il siège à l'Assemblée nationale sur les bancs du groupe socialiste.
Lors des élections législatives de 1967, il se présente en tant que suppléant de Pierre Mauroy, qui n'est pas élu.
Il meurt le 18 mars 1971, à l'âge de 75 ans. Son épouse, Georgette Carpentier, meurt en 1975.

## Détail des mandats et fonctions
- 6 juillet 1936 – 12 octobre 1940 : conseiller d'arrondissement du canton de Solesmes.
- 1er octobre 1945 – 18 mars 1971 : conseiller général du Nord (élu dans le canton de Solesmes).
- 31 octobre 1947 – 18 mars 1971 : maire de Viesly.
- 9 décembre 1958 – 2 avril 1967 : député de la dix-septième circonscription du Nord.

## Décorations
- Médaille des évadés
- Croix du combattant
- Chevalier de la Légion d'honneur
- Croix de guerre 1939–1945
- Médaille de la Résistance française
- Officier de l'Instruction publique
- Officier de l'ordre du Mérite social
- Chevalier de l'ordre du Mérite agricole

## Hommage
Une stèle à son nom a été inaugurée à Viesly en 1973.